# Doroșenkove, Dolînska
Doroșenkove (în ucraineană Дорошенкове) este un sat în comuna Malovodeane din raionul Dolînska, regiunea Kirovohrad, Ucraina.